# ل پرادال
ل پرادال (به فرانسوی: Le Pradal) یک کمون در فرانسه است که در Canton of Bédarieux واقع شده‌است.

## خصوصیات
ل پرادال ۳٫۸ کیلومترمربع مساحت و ۲۶۵ نفر جمعیت دارد و ۲۷۲ متر بالاتر از سطح دریا واقع شده‌است.